# Mramorski Potok
Mramorski Potok (en serbe cyrillique : Мраморски Поток) est un village de Serbie situé dans la municipalité de Palilula et sur le territoire de la ville de Niš, district de Nišava. Au recensement de 2011, il comptait 345 habitants.

## Démographie
| 1948 | 1953 | 1961 | 1971 | 1981 | 1991 | 2002 | 2011 |
| ---- | ---- | ---- | ---- | ---- | ---- | ---- | ---- |
| 350  | 361  | 371  | 369  | 340  | 331  | 312  | 345  |

|  |